# 金精神社 (日光市・片品村)
金精神社（こんせい じんじゃ）は、栃木県日光市と群馬県利根郡片品村の境にある金精峠に鎮座する神社である。

## 概要
標高2024mの金精峠に鎮座する金精神社は、石の男根を御神体とする金精神を祀った神社である。子宝、安産、子孫繁栄に霊験があるとされている。

## 由来
金精神社の由来は、「生きた金精様」といわれていた道鏡の巨根にある。
奈良時代、女帝の孝謙天皇は巨陰であったため並の男根では満足できなかった。そのため、孝謙天皇は巨根の藤原仲麻呂（恵美押勝）を重用していたが、道鏡の修法により病気が治ると更に巨根である道鏡を寵愛するようになった。しかし、孝謙天皇の崩御後、道鏡は皇位を窺った罪で下野薬師寺別当に左遷されてしまう。大きく重い男根を持つ道鏡にとって、下野薬師寺までの旅は過酷なものであり、特に上野国(群馬県)より下野国(栃木県)への峠越えはとても厳しいものであった。道鏡はあまりにも自分の男根が大きく重かったため峠で自分の男根を切り落としてしまったとも、孝謙天皇に捧げるつもりで峠で自分の男根を切り落としてしまったともいわれている。その切り落とした道鏡の男根を「金精様」として峠に祀ったのが、金精神社の始まりとされる。
由来は道鏡の巨根伝説と東北地方から関東地方にかけての地域に多くみられる金精神信仰が結びついたものである。

## 交通
金精神社が鎮座する金精峠は、標高が2024mあり、標高2244mの金精山と標高2333mの温泉ヶ岳との鞍部にあたる。標高1840mの峠下には国道120号の金精トンネルがあり、トンネルの日光市側入口にある駐車場から峠の金精神社までは登山道を約30分ほど登る。なお、トンネル駐車場までの公共交通機関はない。

## その他
標高2024mの金精峠に鎮座する金精神社は参拝が容易ではないため、栃木県や群馬県を中心として各地に勧請されている。特に群馬県利根郡片品村にある白根魚苑の金精神社は、かつて金精峠に祀られていた石の男根の一つを移して御神体として祀っている。